# Noční koupání
Noční koupání (v anglickém originále Night Swim) je americký nadpřirozený filmový horor z roku 2024, který napsal a režíroval Bryce McGuire na motivy stejnojmenného krátkého filmu z roku 2014, jehož autory jsou McGuire a Rod Blackhurst. Jedná se o jeho režijní debut.

## Příběh
Wallerovi se přestěhovali do domu s velkým bazénem na klidném předměstí. Ray Waller (Wyatt Russell) je bývalý hráč baseballu, jemuž kariéru ukončilo degenerativní onemocnění. Věří, že díky cvičení a rehabilitacím bude znovu schopen znovu hrát. Pobytu v domě si užívá i manželka Eve Wallerová (Kerry Condon) a dvě dospívající děti. Dům, do něhož se nastěhovali, má špatnou minulost. Vše, čeho se bojíte, se skrývá pod hladinou a čeká na člověka, který si uprostřed noci rozhodne zaplavat.

## Obsazení
| Wyatt Russell   | Ray Waller    |
| Kerry Condon    | Eve Waller    |
| Amélie Hoeferle | Izzy Waller   |
| Gavin Warren    | Elliot Waller |
| Jodi Long       | Lucy Summers  |

## Produkce a vývoj
Jason Blum a James Wan film produkovali pod značkami Blumhouse Productions a Atomic Monster. Jedná se o první film těchto dvou společností, který byl uveden do kin po jejich sloučení 2. ledna 2024.

## Vydání
Film byl 5. ledna 2024 vydán ve Spojených státech společností Universal Pictures. Snímek získal negativní hodnocení kritiků a celosvětově vydělal přes 54 milionů dolarů.